# Antioco III di Commagene
Antioco Epifane (in greco antico: Ἀντίοχος Ἐπιφανής?; ... – 17), chiamato nella storiografia moderna Antioco III di Commagene, è stato un sovrano commagenico, ottavo re di Commagene dal 12 a.C. alla sua morte.

## Biografia
Antioco era figlio di Mitridate III Antioco Epifane, re di Commagene, e di Iotapa, figlia di re Artavasde I di Media Atropatene. Sposò la propria sorella, Iotapa, da cui ebbe due figli, Gaio Giulio Antioco IV Epifane e Giulia Iotapa I.
Molto poco si conosce del suo regno.
Morì nel 17. Suo figlio era molto giovane, e alcuni nobili commageni mandarono un'ambasciata all'imperatore Tiberio, chiedendogli di annettere la Commagene all'impero romano. Tiberio la inserì nella provincia romana di Siria; nel 38, Caligola ricostituì il regno di Commagene, affidandolo al figlio di Antioco.
Antioco è onorato ad Atene nel monumento di Filopappo, eretto dal nipote di Antioco, Gaio Giulio Antioco Epifane Filopappo.